# Эдом О’Гордон
«Эдом О’Гордон» (англ. Edom o Gordon, также Captain Car, Child 178, Roud 80) — шотландская народная баллада, входящая в число повествований о конфликтах на англо-шотландской границе и рассказывающая о реальном историческом событии конца XVI столетия. Первый раз встречается в рукописи Коттона, относящейся к тому же времени. Впервые же опубликована баллада была в 1755 году Робертом и Эндрю Фоулизами в формате 12-страничной книжки. Другой вариант баллады из найденных им рукописей Томас Пёрси опубликовал в 1765 году в сборнике «Памятники старинной английской поэзии». Устное бытование баллады продолжалось и дальше, и позже другие её версии записали такие собиратели фольклора как Уильям Мазеруэлл и Джеймс Ритчи Кинлох. Фрэнсис Джеймс Чайлд в своём собрании приводит девять её вариантов.
На русский язык балладу перевёл Игнатий Михайлович Ивановский.

## Сюжет
На Мартынов день (11 ноября) погода становится холоднее, и Эдому О’Гордону (в некоторых версиях — капитан Кер, англ. Captain Car) и его людям нужно найти укрытие. Они направляются к замку Родсов в отсутствие лорда. О’Гордон предлагает хозяйке впустить его людей и разделить с ним ложе, но леди отказывается и выстрелом ранит того в колено. О’Гордон распаляется и с помощью подкупа одного из слуг по имени Джок поджигает замок. Младший сын просит мать сдаться, но та не соглашается. Старшая дочь пытается выбраться из замка при помощи простыней, но О’Гордон пронзает её копьём. Потрясённый красотой мёртвой девушки, он намеревается отступить, но его люди указывают на малодушность такого поступка. Когда замок полностью охвачен огнём, отряд О’Гордона уходит. Лорд замка же, увидев с дальней гряды пожар, торопится на помощь, но никого не успевает спасти из огня. В гневе он со своими людьми настигает и уничтожает отряд О’Гордона и его самого.
Хотя баллада, судя по всему, сложилась крайне скоро после описываемых в ней событий, она ни в коей мере не точна. Исторические документы датируют произошедшее девятым октября 1571 года, когда Адам Гордон, лорд Охиндун, младший брат графа Хантли и сторонник Марии Стюарт, послал одного из своих командиров капитана Керра атаковать замок Коргарф , укрепление клана Форбс, сторонников регентства при Якове VI Шотландском.